# Vincenzo Cantatore
Pour les articles homonymes, voir Cantatore.
Vincenzo Cantatore est un boxeur italien né le 22 février 1971 à Santo Spirito dans la région des Pouilles.

## Carrière
Il passe professionnel en 1993 et remporte le titre de champion d'Italie des poids lourds en 1996 puis celui de champion d'Europe des lourds-légers EBU en 2004 et 2007. Cantatore met un terme à sa carrière la même année sur un bilan de 33 victoires, 5 défaites et 1 match nul.

## Référence
1. ↑  (it) Grande pugilato al Colosseo Cantatore europeo dei massimi leggeri (repubblica.it)